# Palmillas (municipalité)

La municipalité de Palmillas est l'une des 43 municipalités de l'État de Tamaulipas, et est située dans la partie sud de cet État. Située à l'ouest du golfe du Mexique, elle appartient au bassin versant du fleuve Río Pánuco, et fait partie de la chaîne de montagnes de la Sierra Madre orientale. Son chef-lieu est la localité éponyme de Palmillas. Elle dépend de la région Altiplano, qui est une des 6 subdivisions administratives de l'État de Tamaulipas.

## Géographie
La municipalité de Palmillas s'étend du nord au sud au sein du massif de la Gran Sierra Plegada, qui fait partie de la chaîne de montagnes plus vaste de la Sierra Madre orientale. Son altitude oscille entre 900 et 2900 mètres. Elle est traversée par de nombreux cours d'eau appartenant quasiment tous au bassin versant du fleuve Río Pánuco, sauf sur ses confins sud-ouest. Son chef-lieu, la localité éponyme de Palmillas, se trouve dans la moitié nord de son territoire, entre deux escarpements, à une altitude de 1293 mètres. Ce territoire couvre une superficie de 484,71 km², et était peuplé en 2020 de 1917 habitants.
Cette municipalité fait partie de la région Altiplano, qui est une des 6 subdivisions administratives de l'État de Tamaulipas, et regroupe les municipalités de Jaumave, Miquihuana, Palmillas, Bustamante et Tula.
Elle est limitrophe au nord de celle de Miquihuana, à l'est de celles de Bustamante et de Tula, au sud de celle d'Ocampo, et à l'est de celle de Jaumave.

## Composition et démographie
La municipalité était composée en 2010 de 29 localités.
| Localité          | Population |
| ----------------- | ---------- |
| Palmillas         | 951        |
| El Llano de Azuas | 200        |
| Seis de Abril     | 122        |
| San Vicente       | 114        |

En plus de l'espagnol, plusieurs langues amérindiennes sont parlées dans la municipalité, dont les principales sont par ordre d'importance : le mazatèque.

## Histoire
Avant la présence espagnole au Mexique, le plus ancien peuplement connu dans la municipalité est celui du peuple des Pames (es), qui est peut-être apparenté aux Huaxtèques, et était locuteur de la langue pame.
La première présence espagnole se fait au travers de la fondation d'une mission déjà nommée Palmillas, en 1627. C'est en effet sur ordre du roi d'Espagne Philippe IV que l'administrateur colonial Martín de Zavala (es) entreprend alors de pacifier les tribus du centre du Mexique, assisté du frère franciscain Juan Bautista de Mollinedo (es).
En 1745, dans le cadre de la conquête et de la colonisation de la nouvelle province de Nouvelle-Santander par José de Escandón entre 1748 et 1755, la ville de Palmillas et refondée et repeuplée par des familles provenant de Guadalcázar, aujourd'hui dans l'État de San Luis Potosí, plus au sud. En 1756, le comte de Revilla Gigedo, Juan Francisco de Güemes y Horcasitas, vice-roi de Nouvelle-Espagne inspecta la nouvelle colonie de Nouvelle-Santander, et José de Escandón effectua un nouvel apport de colons. L'année 1777 voit l'achèvement de l'église paroissiale de Palmillas.